# 달린 첵

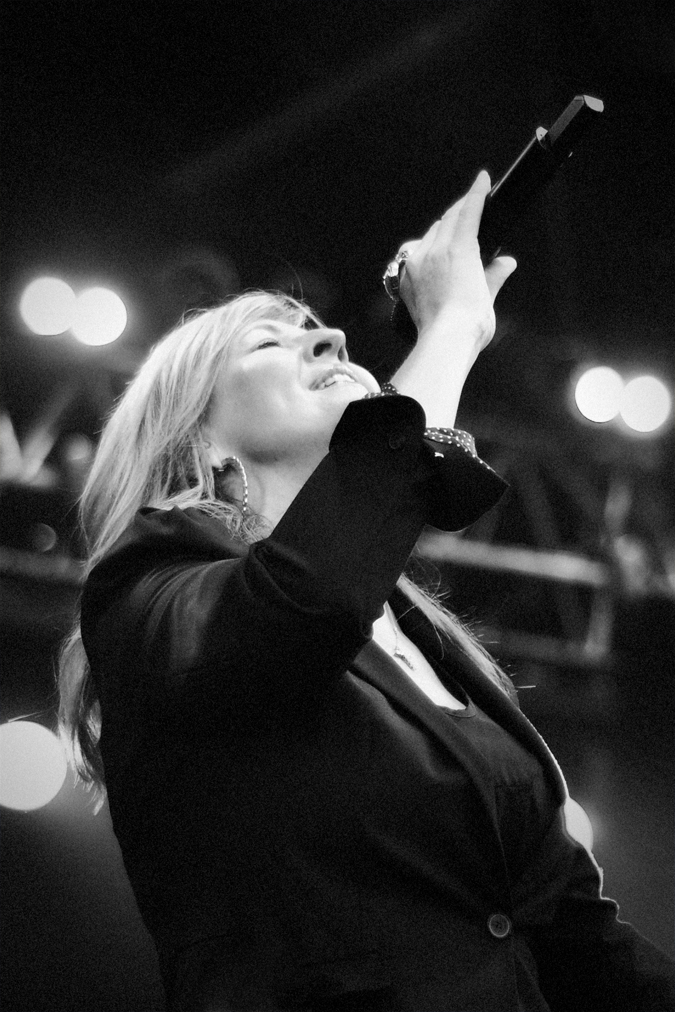

달린 첵(Darlene Zschech)은 오스트레일리아 시드니에 있는 힐송 교회의 워십 인도자이며 가수이자 작곡가이다. 예배 인도자로서 시드니 힐송 교회의 워십과 창조예술 분야를 담임하고 있다. 달린은 힐송 텔레비전 프로그램의 매 주 예배를 인도하고 있으며, 공식 홈페이지에 따르면 이 프로그램은 전 세계 125개국에 방송되고 있다고 한다. 힐송 교회는 2004년에 발매한 라이브 CD인 "For All You've Done"이 오스트레일리아 음반 순위에서 1위를 기록하면서 전 세계 헤드라인을 장식한 바 있다.

## 생애
달린은 오스트레일리아 텔레비전 시리즈 "Happy Go 'Round"의 아역 스타였다. 13세에 부모가 이혼하여 양육권 다툼을 겪어야 했으며, 14세에는 과식증에 걸렸다. 일년 후에는 청소년으로서 맥도널드와 KFC, 다이어트 콜라 등 여러 회사들의 광고 음악을 불렀다. 마크 첵과 결혼하여 현재 세 아이를 두고 있으며 아이의 이름은 에이미, 클로이, 조 주얼이다.

## 음악과 저서
달린의 음악 중 가장 많이 알려진 곡은 내 구주 예수님(Shout to the Lord)이다. 이 곡은 매주 2천5백만 내지 3천만명의 신도들에 의해 불린다고 한다. 달린은 시편 96편을 바탕으로 쓴 이 곡을, 실제로 자신이 낙담해 있을 때 썼다고 한다. "소리를 지르며 머리카락을 잡아당기든가, 아니면 하나님을 찬양하든가 해야 했어요" 라고 그녀는 말한다. 이 곡은 인테그리티 뮤직과 공동으로 제작한 첫 번째 라이브 앨범의 타이틀 곡으로서, 이 앨범을 통해 그녀는 유망한 여성 찬양 인도자로 데뷔했다. "내 구주 예수님(Shout to the Lord)"은 1997년 도브상의 올해의 앨범 후보로 지명되었으며, 1998년에는 올해의 곡 후보로 지명되었다. 2000년에는 도브상의 올해의 작곡가로 지명되었다. 2003년에 데뷔 솔로 앨범인 "Kiss of Heaven"을 발매하였으며, 2005년에는 "Change Your World"앨범을 내놓았다. 그 외에 모든 것 가능해(ALL THINGS ARE POSSIBLE)도 유명하다.
저서로는 2001년에 발간한 "넘치는 예배"(Extravagant Worship)와 2003년 발간한 "The Kiss of Heaven"이 있다.

## 기타
달린과 남편은 힐송 교회의 은혜 사역부의 리더로서 임신, 마약, 아동학대, 과식증, 거식증 등으로 어려움에 빠진 십대 소녀들을 도왔다.
현재는 남편과 함께 호주의 뉴 사우스 웨일즈의 센트럴 코스트에 있는 Hope Unlimited Church(HopeUC)에서 Senior Pastor(담임목사)로 섬기고 있다.